# Большой выстрел
«Большой выстрел» (англ. The Big Bang) — фильм режиссёра Тони Кранца.

## Сюжет
Частного детектива нанимают, чтобы найти пропавшую стриптизёршу. Простое дело становится запутанным, когда каждый, кому он задавал вопросы, умирает. Следы из трупов ведут к пустыне Нью-Мексико, где он встретится с русским боксёром, с тремя детективами из Лос-Анджелеса и со старым миллиардером с его прелестной женой.

## В ролях
- Антонио Бандерас — Нед Крус
- Сиенна Гиллори — Джули Кестрал
- Отем Ризер — Фэй Неман
- Сэм Эллиотт — Саймон Кестрал
- Уильям Фихтнер — детектив Поли
- Джеймс Ван Дер Бик — Джонни Нова
- Джимми Симпсон — Нильс Гек
- Снуп Догг — Пасс
- Томас Кречман — Фрайзер
- Делрой Линдо — детектив Скирс
- Ребекка Мэйдер — Зуи Уигнер
- Робер Майе — Антон Протопов